# The Blackwater Lightship
The Blackwater Lightship é um telefilme de drama de 2004 do Hallmark Hall of Fame adaptado do romance The Blackwater Lightship, do aclamado autor irlandês Colm Tóibín. Foi ao ar na CBS em 4 de fevereiro de 2004. O filme é estrelado por Angela Lansbury, Gina McKee, Sean Campion, Dianne Wiest, e Keith McErlean. Lansbury recebeu uma indicação ao Emmy do Primetime de melhor atriz coadjuvante em minissérie ou telefilme por esse filme em 2004.

## Elenco
- Dianne Wiest como Lily Devereux Breen
- Gina McKee como Helen Breen O'Doherty
- Keith McErlean como Declan Breen
- Angela Lansbury como Dora Devereux
- Marijka Bardin como jovem Helen Breen
- Sean Campion como Michael Breen
- Barry Cassin como Pe. Griffin
- Angela Harding como Sra. Byrne
- Laura Hughes como Anne
- Ruth McCabe como Dra. Louise
- Frank McCusker como Harry
- Maria McDermottroe como Madge Kehoe
- Dearbhla Molloy como Essie Kehoe
- Brían F. O'Byrne como Larry
- Kevin O'Dwyer como jovem Declan Breen
- David Parnell como Dr. Kerwin
- Sam Robards como Paul
- Macdara Ó Fátharta (anunciado como Macdara O'Fatharta) como vovô